# Kde pijí múzy

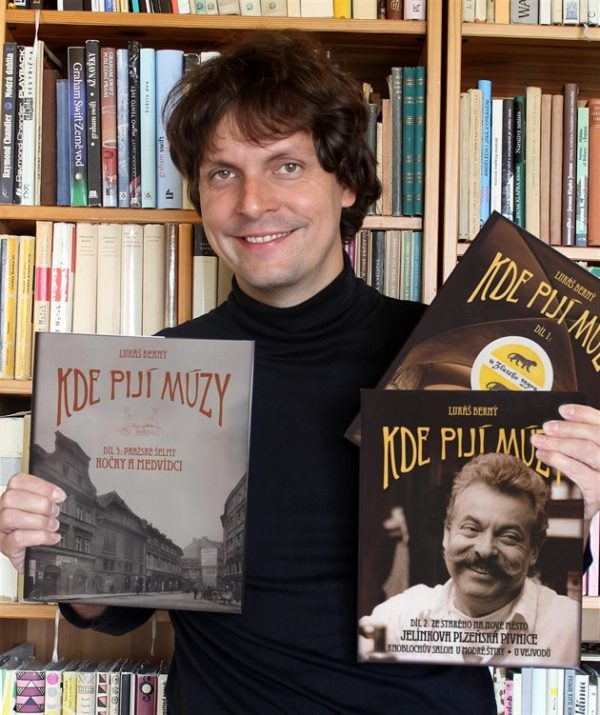
Autor Lukáš Berný s edicí

Kde pijí múzy (s podtitulem Za kumštem po lokálech) je čtyřdílná knižní edice Nakladatelství Sanch a spisovatele Lukáše Berného vydávaná v letech 2014–2017. Podrobně mapuje minulost staropražských hospod, vináren a kaváren, které mají více než stoletou historii. Věnuje se okolnostem jejich vzniku, roli v kulturně-historickém i politickém kontextu či návštěvám slavných štamgastů. Je doplněna velkým množstvím obrazového materiálu.

## Kde pijí múzy 1 – U Zlatého tygra (2014)
Kniha pojednává o historii známé pražské pivnice (a původně kavárny) U Zlatého tygra. Zaměřuje se i na její roli v kulturních dějinách země od doby, kdy zde Josef Kajetán Tyl sbíral novinky do časopisu Květy, přes inspirační zdroj pozdních knih Bohumila Hrabala až po návštěvu prezidentů Václava Havla a Billa Clintona či Angely Merkelové. Nechybí životopisy významných majitelů a bohatá fotodokumentace.

## Kde pijí múzy 2 – Ze Starého na Nové Město (2015)
Druhý díl edice otevírá historii tři pražských hostinců. Sleduje vznik a úspěch salonu Karla Knoblocha, který byl prvním pražským hostinským, jenž v metropoli čepoval plzeňské pivo (v domě U Modré štiky). Pokračuje za malířem Karlem Klusáčkem, který v renesančním domě U Vejvodů založil hostinec i kino, aby vzácnou stavbu zachránil před demolicí. Třetí část knihy je věnovaná novoměstské Jelínkově plzeňské pivnici, kde se scházeli herci i hudebníci ze všech okolních divadel a kde Jaroslav Hašek pracoval na románu o dobrém vojáku Švejkovi. Výčepní tohoto hostince Bohumil Kundrt je zachycen na obálce knihy.

## Kde pijí múzy 3 – Pražské šelmy (2016)
Třetí zastavení ve starobylých pražských hostincích. První třetina knihy pojednává o pivnici a dříve vinárně U Dvou koček, kde popíjel víno Ignát Herrmann, natáčel se film Vrchní, prchni a kde měli v podkroví ateliér malíři jako profesor Otakar Nejedlý či Ota Janeček. Zbylé dvě třetiny knížky jsou o restauraci U Medvídků, jednom z prvních míst, kde začínala pražská tradice šantánů i tingltanglů, a kde se vedle mnoha umělců a politiků pravidelně scházeli čeští vojenští námořníci z dob rakouské monarchie. Ilustrace pro knihu udělal výtvarník Jan Brabenec.

## Kde pijí múzy 4 – Z Malé Strany na Hradčany (2017)
Čtvrtý díl knižní edice se vydává na levý břeh Vltavy a projde tři dlouholeté tradiční hostince: malostranské podniky U Schnellů, U Krále brabantského a hradčanský U Černého vola. Přibližuje undergroundový svět šedesátých let v čele s Milanem Knížákem nebo Jaroslavem J. Neduhou. Ale popisuje i příběhy spojené s osobnostmi Karla Čapka, Josefa Váchala, Adolfa Kašpara či Pavla Juráčka. U Černého vola nabízí pohled na ztracenou generaci prvorepublikových výtvarníků, stejně jako zde se scházející politickou elitu země (Karel Kramář, Václav Klofáč, Alois Rašín, František Soukup ad.). Přibližuje ale také propojení s nedalekou hudební školou Jaroslava Ježka pro nevidomé studenty, kterou pivnice finančně podporuje. Na obálce knihy je zachycena herečka a hudebnice divadla Semafor Veronika Tichá.

## Ohlasy
Edice byla dobře přijata čtenáři i kritikou, opakovaně se jí věnovala česká média. Ondřej Bezr v Lidových novinách napsal: "Bohatě ilustrovaná kniha vypráví dějiny nejen samotných restaurací, ale i jejich domů a bezprostředního okolí. Hospodských historek o návštěvách velkých postav dějin i současnosti je nepočítaně. Autor není žádná ‚drbna‘, zdůrazňuje především zásadní význam pohostinských zařízení pro spolkový a kulturní život, což samozřejmě zdaleka neplatí jenom pro Čechy."  Zbyněk Petráček doplnil: "Berný připomíná časy přístupu lidského a kulturního. Prostě časy, kdy se mohlo říkat, že hospoda je od slova Hospodin." Volně navazujícím pokračováním edice je autorova obdobně vypravená a pojednaná kniha o Šlechtově restauraci z roku 2019.